# Bally Sente Sac 1
Bally Sente Sac 1 es una Placa de arcade creada por Bally (quien además era dueña de Midway) destinada a los salones arcade.

## Descripción
El Bally Sente Sac 1 fue lanzada por Bally en 1984.
El sistema tenía un procesador 6809 funcionando a 1.25 MHz, y a cargo del sonido estaba un Z80 a 4 MHz y 6 chips de sonido CEM3394.
En esta placa funcionaron 25 títulos.

## Especificaciones técnicas

### Procesador
- 6809 funcionando a 1.25 MHz

### Audio
- Z80 a 4 MHz

Chip de Sonido:
- - 6x CEM3394

## Lista de videojuegos
- Chicken Shift
- Euro Stocker
- Gimme a Break
- Goalie Ghost
- Hat Trick
- Name That Tune
- Night Stocker
- Off The Wall
- Rescue Raider
- Sente Diagnostic Cartridge
- Sente Mini Golf
- Snacks'n Jaxson
- Snake Pit
- Spiker
- Stocker
- Stompin'
- Street Football
- Team Hat Trick
- Toggle
- Trivial Pursuit All Star Sports Edition
- Trivial Pursuit Baby Boomer Edition
- Trivial Pursuit Genus II Edition
- Trivial Pursuit Spanish Edition
- Trivial Pursuit Think Tank Genus Edition
- Trivial Pursuit Young Players Edition